# Thil, Marne
Thil är en kommun i departementet Marne i regionen Grand Est (tidigare regionen Champagne-Ardenne) i nordöstra Frankrike. Kommunen ligger i kantonen Bourgogne som tillhör arrondissementet Reims. År 2022 hade Thil 318 invånare.

## Befolkningsutveckling
Antalet invånare i kommunen Thil
| Referens: INSEE |